# Aeroportul Internațional Alejandro Velasco Astete
Aeroportul Internațional Alejandro Velasco Astete (IATA: CUZ, ICAO: SPZO) este un aeroport din Cusco, Peru ce deservește zona Cuzco. Aeroportul a fost tranzitat în 2023 de 3.004.412 pasageri. A fost numit după Alejandro Velasco Astete⁠(d).
Situat la o altitudine de 3.310 m, aeroportul dispune de o singură pistă. Este operat de CORPAC⁠(d).